# Монастир святого Теодора Студита (Колодіївка)
Монастир святого Теодора Студита в Колодіївці — монастир Української греко-католицької церкви в с. Колодіївка Тернопільської области.

## Історія
Історія церкви в селі Колодіївка сягає XVI століття. У 1904 році на місці старої дерев'яної громада збудувала нову кам'яну церкву на мощах святого Димитрія, тому храмове свято припадає на день цього святого.
Під час радянської влади, до 25 серпня 1990 року, парафія належала до Московського патріархату, хоча богослужіння не припинялися. У 1941 році священник о. Йосиф Грицай був закатований та розіп'ятий.
25 серпня 1990 року громада села повернулася в лоно Греко-Католицької Церкви. За ініціативи о. Іллі Довгошиї було відреставровано старе приміщення, яке у 1995 році владика Михаїл Сабрига освятив і передав у власність монастиря святого Теодора Студита. Настоятелем монастиря тоді був блаженніший Любомир Гузар.
Молода чернеча студійська спільнота була заснована у серпні 1995 року з благословення владики Софрона Дмитерка. У липні 1996 року з благословення Любомира Гузара монаша спільнота оселилася в монастирі в старому приміщенні школи, який нині активно розбудовується. Монастир святого Теодора Студита є контемплятивним (споглядальним) і налічує 22 особи.
Монастир є місцем паломництва, а його ієромонахи надають духовну допомогу та проводять реколекції. При парафії щонеділі відбувається катехизація, а також діє молитовна група «Пресвятої Тройці», що складається переважно зі студентської молоді.

## Настоятелі
- о. Климентій Слюзар (1892—1913), настоятель парафіяльної церкви ;
- о. Йосиф Грицай (1913—1914, 1918—1928),настоятель парафіяльної церкви;
- о. Іван Цимбала( настоятель парафіяльної церкви
- о. Ілля Довгошия (14 лютого 1993 —липень 1997), настоятель парафіяльної церкви;
- о. Григорій-Антоній Планчак (липень 1997 - лютий 2018) адміністратор парафіяльного храму;
- о.Венедикт Джигринюк (з 2016 року виконував обов'язки парафіяльного священика, в з березня 2018 року по сьогодні 22.07.2025 )- адміністратор парафіяльного храму;
- блаженніший Любомир Гузар( 23.07.1995 - 12 червня 1997) настоятель монастиря;
- о. Григорій-Антоній Планчак (з 3 травня 1997 - 9 лютого 2018)- настоятель монастиря;
- о. Марко Шняк ( лютий 2018 - по сьогодні 22.07.2025) - настоятель монастиря.